# Mărișelu
Mărișelu è un comune della Romania di 2.246 abitanti (censimento del 2022), ubicato nel distretto di Bistrița-Năsăud, nella regione storica della Transilvania. Rispetto al censimento del 2011, la popolazione del comune di Mărișelu è diminuita di 137 abitanti, il che rappresenta una diminuzione del 5,75% del numero di abitanti.
Il comune è formato dall'unione di 7 villaggi: Bârla, Domnești, Jeica, Măgurele, Mărișelu, Nețeni, Sântioana. Confina a nord con il comune di Budacu de Jos, a ovest con il comune di Galaţii Bistriţei, a sud con il comune di Teaca e ad est con il comune di Şieu.
A Mărișelu è presente una chiesa lignea del XVIII secolo, costruita grazie al contributo volontario dei fedeli nel 1892. È dedicata ai "Santi Arcangeli Michele e Gabriele".
Nel territorio del comune è presente un'importante centrale idroelettrica costruita negli anni '70 che richiede interventi di ristrutturazione.